# 浦盐派遣军
浦鹽派遣軍（日语：／ Urajo hakengun）是大日本帝国陸軍的军之一。“浦盐”是“海参崴”的俄文名音译转写，该军因其总部所在地得名。

## 沿革
为了进行西伯利亚干涉，而于1918年（大正7年）8月编成。在1920年（大正9年）的庙街（尼古拉耶夫斯克）事件中，第14师团步兵第2联队第3大队遭到全歼，为了救援而出动了北部沿海州派遣队。1922年（大正11年）11月解散复员。

## 概要

### 司令部构成
- 司令官
  - 大谷喜久藏 大将：1918年8月9日 -
  - 大井成元 中将：1919年8月26日 -
  - 立花小一郎 大将：1921年1月6日 - 1922年11月6日
- 参谋长
  - 由比光卫 中将：1918年8月9日 -
  - 稻垣三郎 少将：1919年6月28日 -
  - 高柳保太郎 少将：1920年7月16日 -
  - 矶村年 少将：1921年3月28日 -
  - 柴山重一 少将：1922年7月10日 - 11月6日
- 经理部长
  - 河内晓 主計监：1919年4月1日 -
  - 道家次郎 主計监：1920年8月10日 -
- 军医部长
  - 牧田太 军医监：1920年10月26日 -
  - 秋山鍊造 军医监：1921年7月20日 -
- 兽医部长
  - 内村兵藏 兽医监：1919年4月1日 -

### 隶下部队
- 浦盐派遣军野战交通部
- 浦盐派遣军兵站部
- 陆军运输部浦盐派出所
- 浦盐派遣临时铁道联队
- 浦盐派遣军宪兵队司令部
- 浦盐派遣军临时野战防疫部
- 浦盐派遣军兵站马厂
- 第3师团（1918年8月 - 1919年9月）
- 第5师团（1919年7月 - 1920年8月，与第3师团换防）
- 第7师团（1918年8月 - 1919年5月）
- 第8师团（1922年4月 - 1922年10月）
- 第9师团（1921年4月 - 1922年9月）
- 第11师团（1920年8月 - 1921年6月，与第14师团换防）
- 第12师团（1918年7月 - 1919年6月）
- 第13师团（1920年8月 - 1921年5月，与第5师团换防）
- 第14师团（1919年4月 - 1920年10月，与第12师团换防）
- 北部沿海州派遣队
  - 司令官 津野一辅 少将：1920年5月7日 - 7月29日
    - 步兵第25联队
- 关东军兵站部
- 关东军兵站交通部
- 鄂木斯克特务机关
- 伊尔库茨克特务机关
- 赤塔特务机关
- 海参崴（符拉迪沃斯托克）特务机关
- 双城子（尼科尔斯克）特务机关
- 哈尔滨特务机关
- 奉天特务机关
- 吉林特务机关